# Nesticus unicolor
Nesticus unicolor is een spinnensoort in de taxonomische indeling van de holenspinnen (Nesticidae).
Het dier behoort tot het geslacht Nesticus. De wetenschappelijke naam van de soort werd voor het eerst geldig gepubliceerd in 1895 door Eugène Simon.